# Nižná Sitnica
Nižná Sitnica (bis 1927 slowakisch Nižná Šitnica oder „Dolná Šitnica“; ungarisch Alsóvirányos – bis 1907 Alsósitnyice, älter auch Alsósitnyica) ist eine Gemeinde im Osten der Slowakei mit 303 Einwohnern (Stand: 31. Dezember 2024), die zum Okres Humenné, einem Kreis des Prešovský kraj, gehört. Sie ist Teil der traditionellen Landschaft Zemplín.

## Geographie
Die Gemeinde befindet sich in den Niederen Beskiden im Bergland Ondavská vrchovina, im Tal und am Zusammenfluss von Oľka mit dem rechtsseitigen Bach Sitnička, im Einzugsgebiet der Ondava. Das Ortszentrum liegt auf einer Höhe von 189 m n.m. und ist 21 Kilometer von Humenné entfernt.
Nachbargemeinden sind Vyšná Sitnica im Norden, Pakostov im Nordosten, Jankovce im Osten und Südosten, Košarovce im Süden und Südwesten und Ďapalovce im Westen und Nordwesten.

## Geschichte
Nižná Sitnica wurde zum ersten Mal 1408 als Sythnycz, Sithnicze, Sythniche schriftlich erwähnt, weitere historische Bezeichnungen sind unter anderen Naghsythnicze (1430), Nagzethnycze (1454), Žitnicza (1773) und Dolní Sytnice (1808). Das Dorf war Teil des Herrschaftsgebiets von Stropkov, ab dem 18. Jahrhundert war es Besitz der Familie Hadik-Barkóczy. 1715 gab es eine Mühle, 12 verlassene und acht bewohnte Haushalte. 1787 hatte die Ortschaft 25 Häuser und 226 Einwohner, 1828 zählte man 44 Häuser und 330 Einwohner, die als Holzfäller und Landwirte tätig waren.
Bis 1918 gehörte der im Komitat Semplin liegende Ort zum Königreich Ungarn und kam danach zur Tschechoslowakei beziehungsweise heute Slowakei. Auch in der Zeit der ersten tschechoslowakischen Republik verblieben die Einwohner bei traditionellen Erwerbstätigkeiten. Während des Zweiten Weltkriegs agierte die Partisanengruppe Čapajev in der Umgebung, am 21. November 1944 setzten NS-deutsche Truppen das Dorf in Brand und töteten acht Einwohner. Nach dem Zweiten Weltkrieg pendelte ein Teil der Einwohner zur Arbeit nach Humenné, während andere als Förster und privat organisierte Landwirte arbeiteten.

## Bevölkerung
| Jahr                | 1994 | 2004    | 2014     | 2024    |
| ------------------- | ---- | ------- | -------- | ------- |
| Anzahl der Personen | 368  | 365     | 328      | 303     |
| Unterschied         |      | −0,81 % | −10,13 % | −7,62 % |

| Jahr                | 2023 | 2024 |
| ------------------- | ---- | ---- |
| Anzahl der Personen | 300  | 303  |
| Unterschied         |      | +1 % |

Nach der Volkszählung 2011 wohnten in Nižná Sitnica 331 Einwohner, davon 330 Slowaken und ein Tscheche.
307 Einwohner bekannten sich zur römisch-katholischen Kirche, acht Einwohner zur griechisch-katholischen Kirche und zwei Einwohner zur orthodoxen Kirche. Zwei Einwohner waren konfessionslos und bei 12 Einwohnern wurde die Konfession nicht ermittelt.

## Bauwerke und Denkmäler
- römisch-katholische Kirche Mariä Namen im barock-klassizistischen Stil aus den Jahren 1768[6]

## Verkehr
Durch Nižná Sitnica führt die Cesta II. triedy 554 („Straße 2. Ordnung“) von Nižný Hrabovec nach Havaj, im Ort beginnt die Cesta III. triedy 3820 („Straße 3. Ordnung“) nach Vyšná Sitnica, Ruská Poruba und Závada, wo die Straße ohne Weiterführung endet.